# ジャック＝フランソワ・オシャール
ジャック＝フランソワ・オシャール（Jacques-François Ochard, 1800年 - 1870年）は、フランスの画家。

## 生涯
フランス・ノルマンディー地方のサン＝ヴァレリー＝アン＝コーに生まれる。
ジャック＝ルイ・ダヴィッドに師事したが、1815年、ダヴィッドは画塾をアントワーヌ＝ジャン・グロに託してブリュッセルに亡命した。オシャールは、アントウェルペンでピーテル・パウル・ルーベンスの模写をしていることから、師を追ってブリュッセルに行ったのではないかと思われる。
少年時代のクロード・モネに最初に絵を教えたことで知られる。
1867年5月、ル・アーヴルの美術館のキュレーターに就いた。

## サロン入選
- 1835年『老女の頭部』（当時、ル・アーヴルとパリに在住）
- 1837年『B氏の肖像』（ル・アーヴルに在住）
- 1841年『モルレーの長め』（ル・アーヴルとパリに在住）

## 作品

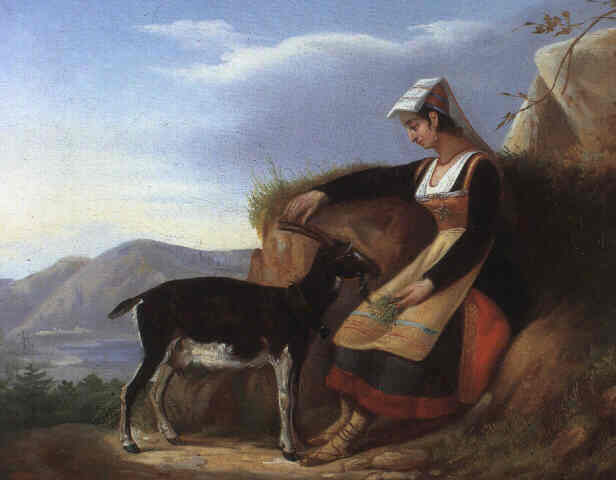
『若いイタリア人』油彩、キャンバス、32 × 39.9 cm。